# Fondsrechnung
Ein Fonds ist eine Zusammenfassung von mehreren Bilanzpositionen. Für die Kapitalflussrechnung wird dies als buchhalterische Einheit verstanden, wobei über die Mittelgesamtheit separat abzurechnen ist.
Daher kann man unter Fonds zunächst grob „Zahlungsmittel“ verstehen. Da die Größe und die Zusammensetzung der Fonds vom Unternehmen grundsätzlich frei gewählt werden kann, ist die für ein Unternehmen zweckmäßigste Fondswahl und Abgrenzung eine der wichtigsten Entscheidungen im Rahmen der Kapitalflussrechnung. Die Bilanz einer Unternehmung kann in diesem Zusammenhang als größter möglicher Fonds verstanden werden.
Die Fondsrechnung zeichnet Informationen zur Ertragslage und zur Vermögenslage auf, um Informationen zur Entwicklung der Finanzlage zu erweitern. Außerdem zeigt sie die Zahlungsströme der Periode (Ein- und Auszahlungen) unterteilt nach:
- Kapitalfluss aus der laufenden Geschäftstätigkeit (Umsatzbereich)
- Kapitalfluss aus der Investitionstätigkeit (Investitionsbereich)
- Kapitalfluss aus der Finanzierungstätigkeit (Außenbereich)

Aus der Summe der drei Bereiche ergibt sich die Änderung der Finanzmittel im Geschäftsjahr und bildet die drei Zahlungsströme umfassender ab.
Für die Berechnung werden folgende Daten aus dem Geschäftsbericht benötigt:
- Die Bilanz mit den Werten des Vorjahres und dem Berichtsjahr,
- die Erfolgsrechnung (Gewinn- und Verlustrechnung) des Berichtsjahres und
- das Anlagegitter.

## Fondstyp 1

Fondstyp 1

Die Größe des Fonds ergibt sich durch die Gegenüberstellung der Zahlen von Vor- und Berichtsjahr und liefert Informationen über Zu- oder Abnahme der liquiden Mittel. Die Veränderungen der liquiden Mittel sind in diesem Fall positiv (siehe Tabelle: Fondstyp 1). Worauf dies zurückzuführen ist, lässt sich durch Analyse der Gegenposition (siehe Tabelle: Kapitalflussrechnung zum Fonds 1) beantworten.
| Fondstype 1 (in Tausend Euro) | Berichtsjahr | +/-       | Vorjahr   |
| ----------------------------- | ------------ | --------- | --------- |
| Besitzwechsel                 | 0            | 0         | 0         |
| Wertpapiere                   | 1.352.773    | 902.466   | 450.307   |
| Guthaben bei Kreditinstituten | 1.438.639    | 122.462   | 1.316.177 |
| Liquide Mittel (Summe)        | 2.791.412    | 1.024.928 | 1.766.484 |
| Veränderung                   |              | 1.024.928 |           |

| Kapitalflussrechnung zum Fondstype 1 (in Tausend Euro) | Vorspalte | Zufluss   | Abfluss   | +/- (netto) |
| ------------------------------------------------------ | --------- | --------- | --------- | ----------- |
| A. Umsatzbereich                                       |           |           |           |             |
| Umsatzerlöse                                           | 6.359.377 |           |           |             |
| (+) Forderungen aus L./L.-Vorjahr                      | 211.299   |           |           |             |
| Summe                                                  | 6.570.676 |           |           |             |
| (-) Forderungen aus L./L.-Berichtsjahr                 | 271.084   | 6.299.592 |           |             |
| andere aktivierte Eigenleistungen                      |           |           | −154.367  |             |
| sonstige betriebliche Erträge                          |           | 248.091   |           |             |
| Material-/Waren-Einsatz                                | 2.959.330 |           |           |             |
| (-) RHB-Bestand Vorjahr                                | 468.238   |           |           |             |
| Summe                                                  | 2.491.092 |           |           |             |
| (+) RHB-Bestand Berichtsjahr                           | 567.877   |           |           |             |
| Summe                                                  | 3.058.969 |           |           |             |
| (+) Verbindlichkeiten aus L./L.-Vorjahr                | 336.829   |           |           |             |
| Summe                                                  | 3.395.798 |           |           |             |
| (-) Verbindlichkeiten aus L./L.-Berichtsjahr           | 368.250   |           | 3.027.548 |             |
| Personalaufwand inkl. Sozialleistungen                 | 982.462   |           |           |             |
| (-) Erhöhung der Pensionsrückstellungen                | 55.365    |           | 927.097   |             |
| sonstige betriebliche Aufwendungen                     |           |           | 1.248.257 |             |
| sonstige Zinsen und ähnliche Erträge                   |           | 41.658    |           |             |
| Abschr. auf Wertpapiere des Umlaufvermögens            |           |           | 5.099     |             |
| Steuern vom Einkommen und Ertrag                       |           |           | 476.000   |             |
| Erhöhung der sonstigen Vermögensgegenstände            |           | −237.904  |           |             |
| Erhöhung der sonstigen Rückstellungen                  |           |           | −416.613  |             |
| Erhöhung der sonstigen Verbindlichkeiten               |           |           | −679.005  |             |
| Minderung der RAP-Aktiv                                |           |           | −19.311   |             |
| Erhöhung RAP-Passiv                                    |           | 51.846    |           |             |
| Summe                                                  |           | 6.403.283 | 4.414.705 |             |
| betriebliche Nettoeinnahmen                            |           |           |           | 1.988.578   |
| B. Investitionsbereich                                 |           |           |           |             |
| Investitionen in Anlagevermögen (lt. Anlagespiegel)    |           |           | 925.067   |             |
| Erträge aus Beteiligungen                              |           | 4.480     |           |             |
| Summe                                                  |           | 4.480     | 925.067   |             |
| Netto Investitionsausgaben                             |           |           |           | −920.587    |
| Finanzüberschuss                                       |           |           |           | 1.067.991   |
| C. Außenbereich (Kapitalbereich)                       |           |           |           |             |
| Erhöhung gezeichnetes Kapital                          |           | 0         |           |             |
| Erhöhung Kapitalrücklage                               |           | 0         |           |             |
| (+) Erhöhung Gewinnrücklage                            | 648.148   |           |           |             |
| (-) Einstellung in Gewinnrücklage                      | 372.116   | 276.032   |           |             |
| (+) Erhöhung Anteile anderer Gesellschafter            | 6.789     |           |           |             |
| (-) Auf andere Gesellschafter entfallender Anteil      | −4.116    | 10.905    |           |             |
| Ausschüttung (Vorjahr)                                 |           |           | 330.000   |             |
| Summe                                                  |           | 286.937   | 330.000   |             |
| Netto Außenfinanzierung                                |           |           |           | −43.063     |
| Veränderung der liquiden Mittel                        |           |           |           | 1.024.928   |

## Fondstyp 2

Fondstyp 2

Zum Fondstyp 2 werden, zusätzlich zu den Positionen aus dem Fondstyp 1, Forderungen aus Lieferung und Leistungen und sonstige Vermögensgegenstände herangezogen. Die Betrachtung beschränkt sich weiterhin auf die Aktivseite der Bilanz. Eine Netto-Rechnung bietet erst der Fondstyp 3.
| Fondstype 2 (in Tausend Euro)               | Berichtsjahr | +/-       | Vorjahr   |
| ------------------------------------------- | ------------ | --------- | --------- |
| Besitzwechsel                               | 0            | 0         | 0         |
| Wertpapiere                                 | 1.352.773    | 902.466   | 450.307   |
| Guthaben bei Kreditinstituten               | 1.438.639    | 122.462   | 1.316.177 |
| Forderungen (L./L.)                         | 271.084      | 59.785    | 211.299   |
| Sonstige Vermögensgegenstände               | 1.401.392    | 237.904   | 1.163.488 |
| Veränderung des kurzfristigen Geldvermögens |              | 1.322.617 |           |

| Kapitalflussrechnung zum Fondstype 2 (in Tausend Euro) | Vorspalte | Zufluss   | Abfluss   | +/- (netto) |
| ------------------------------------------------------ | --------- | --------- | --------- | ----------- |
| A. Umsatzbereich                                       |           |           |           |             |
| Umsatzerlöse                                           |           | 6.359.377 |           |             |
| andere aktivierte Eigenleistungen                      |           |           | −154.367  |             |
| sonstige betriebliche Erträge                          |           | 248.091   |           |             |
| Material-/Waren-Einsatz                                | 2.959.330 |           |           |             |
| (+) Erhöhung RHB-Bestand (Vorjahr)                     | 99.639    |           |           |             |
| (-) Erhöhung Verbindlichkeiten aus L./L. (Vorjahr)     | 31.421    |           | 3.027.548 |             |
| Personalaufwand inkl. Sozialleistungen                 | 982.462   |           |           |             |
| (-) Erhöhung der Pensionsrückstellungen                | 55.365    |           | 927.097   |             |
| sonstige betriebliche Aufwendungen                     |           |           | 1.248.257 |             |
| sonstige Zinsen und ähnliche Erträge                   |           | 41.658    |           |             |
| Abschr. auf Wertpapiere des Umlaufvermögens            |           |           | 5.099     |             |
| Steuern vom Einkommen und Ertrag                       |           |           | 476.000   |             |
| Erhöhung der sonstigen Rückstellungen                  |           |           | −416.613  |             |
| Erhöhung der sonstigen Verbindlichkeiten               |           |           | −679.005  |             |
| Minderung der RAP-Aktiv                                |           |           | −19.311   |             |
| Erhöhung RAP-Passiv                                    |           | 51.846    |           |             |
| Summe                                                  |           | 6.700.972 | 4.414.705 |             |
| betriebliche Nettoeinnahmen                            |           |           |           | 2.286.267   |
| B. Investitionsbereich                                 |           |           |           |             |
| Netto Investitionsausgaben                             |           |           |           | −920.587    |
| Finanzbedarf                                           |           |           |           | 1.365.680   |
| C. Außenbereich (Kapitalbereich)                       |           |           |           |             |
| Netto Außenfinanzierung                                |           |           |           | −43.063     |
| Veränderung des kurzfristigen Geldvermögens            |           |           |           | 1.322.617   |

## Fondstyp 3

Fondstyp 3

In den Fondstypen 1 und 2 wurden nur Aktivposten der Bilanz zu rechnerischen Einheiten zusammengefasst. Im Fonds 3 werden kurzfristige Passiva einbezogen, die im Sinne von eingeschränkten Größen (Restriktionen) aufzufassen sind.
| Fondstype 3 (in Tausend Euro)                     | Berichtsjahr | +/-       | Vorjahr   |
| ------------------------------------------------- | ------------ | --------- | --------- |
| Besitzwechsel                                     | 0            | 0         | 0         |
| Wertpapiere                                       | 1.352.773    | 902.466   | 450.307   |
| Guthaben bei Kreditinstituten                     | 1.438.639    | 122.462   | 1.316.177 |
| Forderungen (L./L.)                               | 271.084      | 59.785    | 211.299   |
| Sonstige Vermögensgegenstände                     | 1.401.392    | 237.904   | 1.163.488 |
| Veränderung des kurzfristigen Geldvermögens       | 4.463.888    | 1.322.617 | 3.141.271 |
| sonstige Rückstellungen                           | 2.103.403    | 416.613   | 1.686.790 |
| Verbindlichkeiten (L./L.)                         | 368.250      | 31.421    | 336.829   |
| sonstige Verbindlichkeiten                        | 2.241.780    | 679.005   | 1.562.775 |
| kurzfristige Verbindlichkeiten                    | 4.713.433    | 1.127.039 | 3.586.394 |
| kurzfristige Netto-Geldvermögen                   | −249.545     | 195.578   | −445.123  |
| Veränderung des kurzfristigen Netto-Geldvermögens |              | 195.578   |           |

| Kapitalflussrechnung zum Fondstype 3 (in Tausend Euro) | Vorspalte | Zufluss   | Abfluss   | +/- (netto) |
| ------------------------------------------------------ | --------- | --------- | --------- | ----------- |
| A. Umsatzbereich                                       |           |           |           |             |
| Umsatzerlöse                                           |           | 6.359.377 |           |             |
| andere aktivierte Eigenleistungen                      |           |           | −154.367  |             |
| sonstige betriebliche Erträge                          |           | 248.091   |           |             |
| Material-/Waren-Einsatz                                | 2.959.330 |           |           |             |
| (+) Erhöhung RHB-Bestand (Vorjahr)                     | 99.639    |           | 3.058.969 |             |
| Personalaufwand inkl. Sozialleistungen                 | 982.462   |           |           |             |
| (-) Erhöhung der Pensionsrückstellungen                | 55.365    |           | 927.097   |             |
| sonstige betriebliche Aufwendungen                     |           |           | 1.248.257 |             |
| sonstige Zinsen und ähnliche Erträge                   |           | 41.658    |           |             |
| Abschr. auf Wertpapiere des Umlaufvermögens            |           |           | 5.099     |             |
| Steuern vom Einkommen und Ertrag                       |           |           | 476.000   |             |
| Minderung der RAP-Aktiv                                |           |           | −19.311   |             |
| Erhöhung RAP-Passiv                                    |           | 51.846    |           |             |
| Summe                                                  |           | 6.700.972 | 5.541.744 |             |
| betriebliche Nettoeinnahmen                            |           |           |           | 1.159.228   |
| B. Investitionsbereich                                 |           |           |           |             |
| Netto Investitionsausgaben                             |           |           |           | −920.587    |
| Finanzbedarf                                           |           |           |           | 238.641     |
| C. Außenbereich (Kapitalbereich)                       |           |           |           |             |
| Netto Außenfinanzierung                                |           |           |           | −43.063     |
| Veränderung des kurzfristigen Geldvermögens            |           |           |           | 195.578     |